# Place d’Italie (Métro Paris)

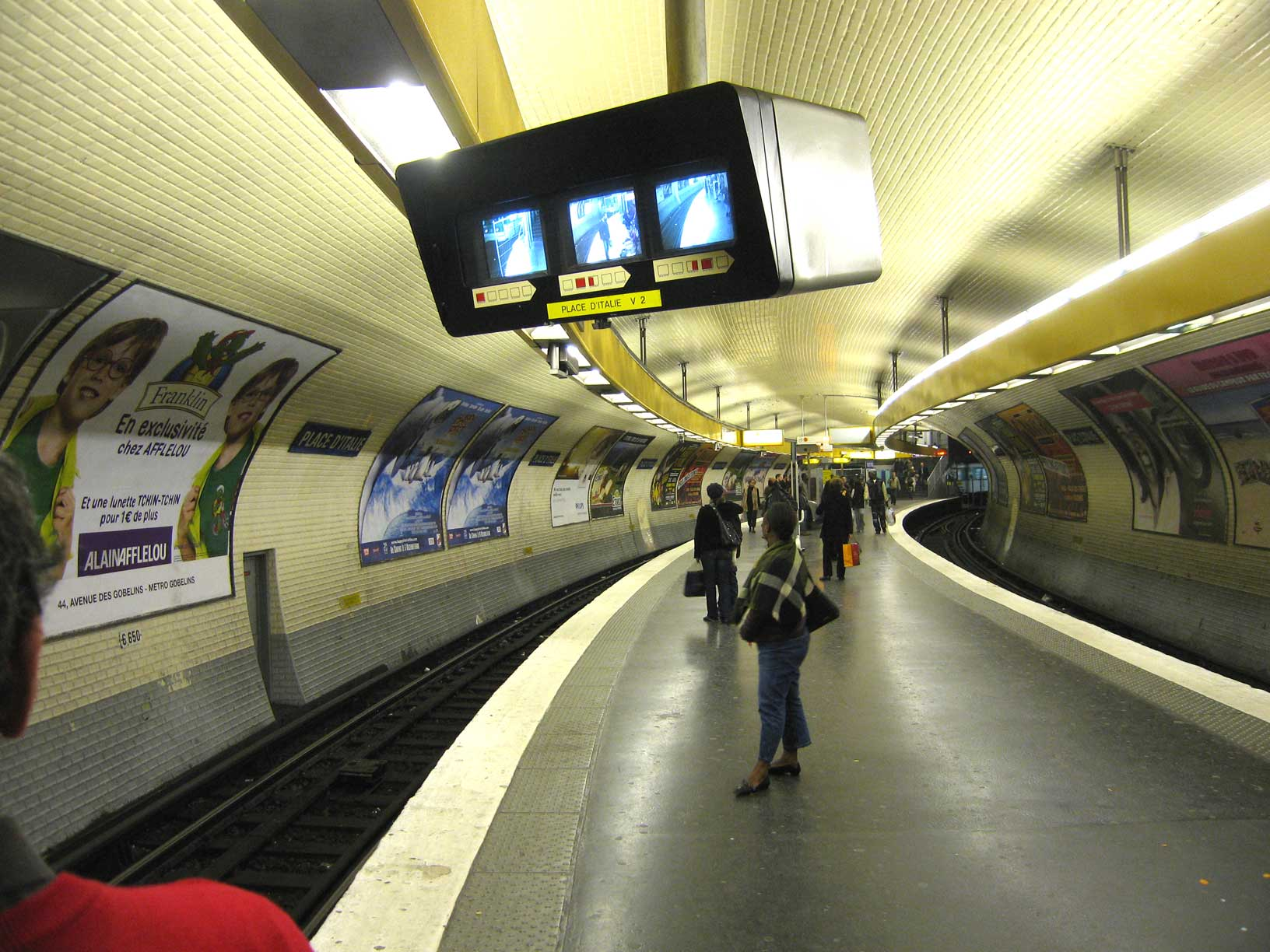
Station der Linie 5

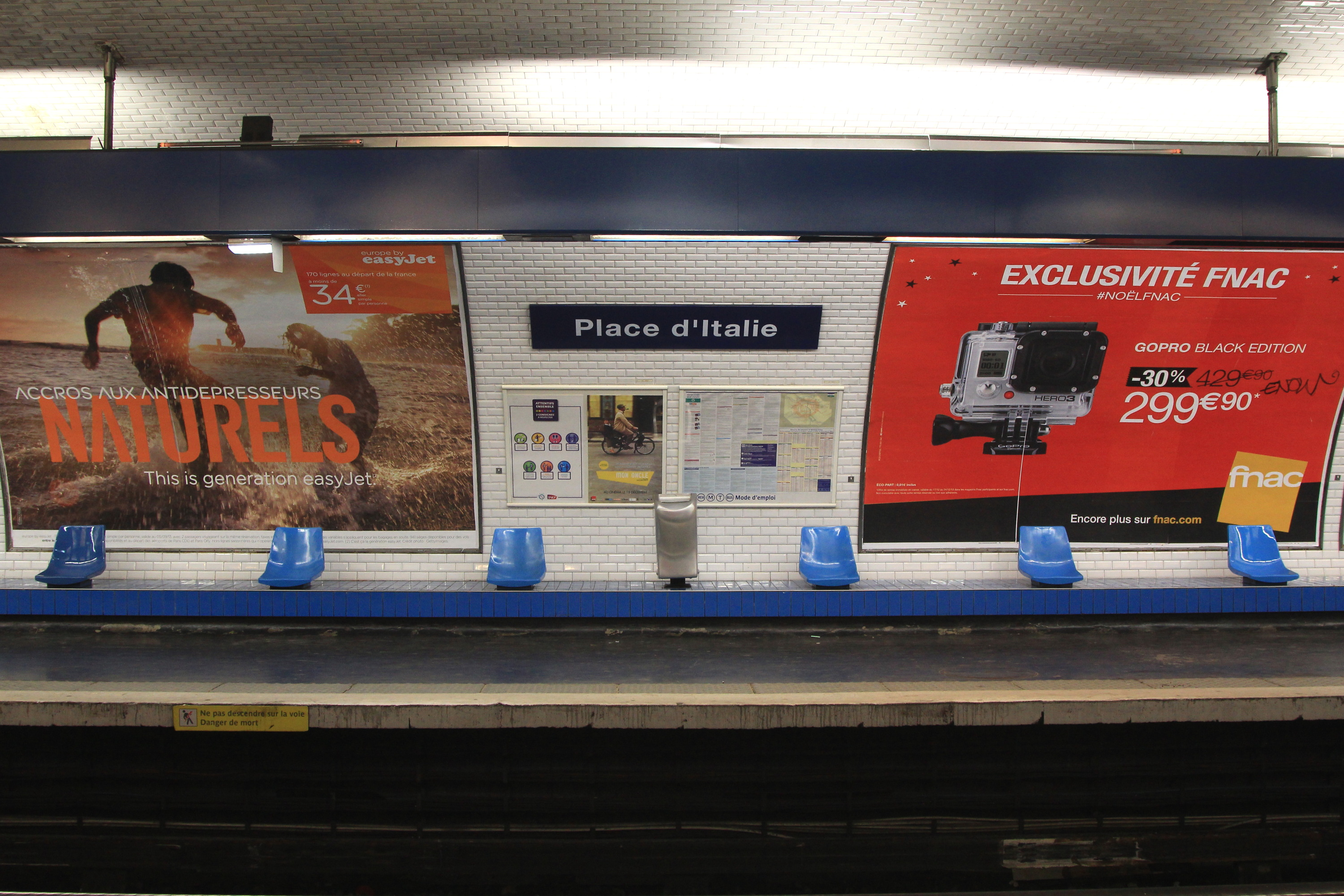
Station der Linie 6

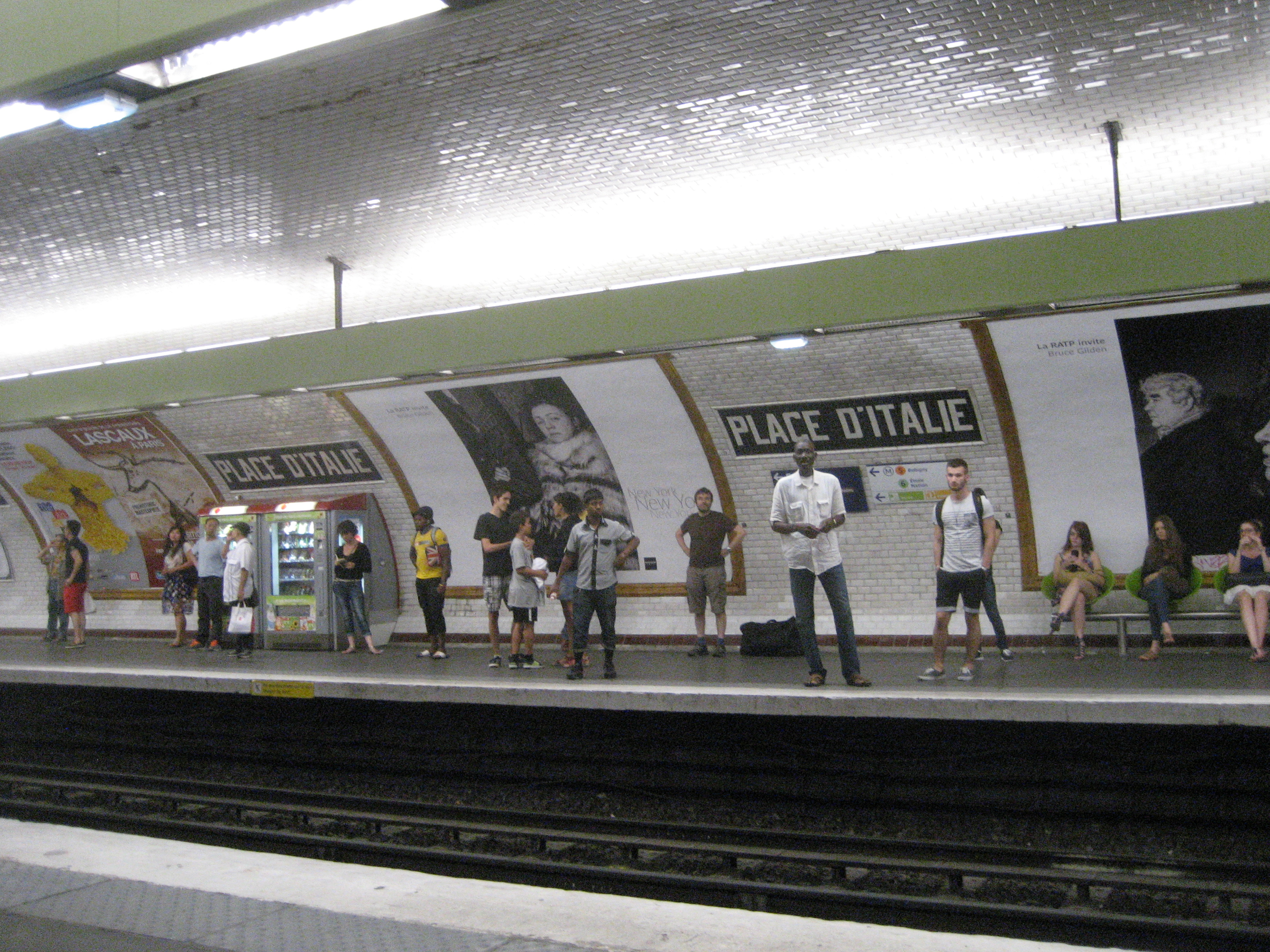
Station der Linie 7

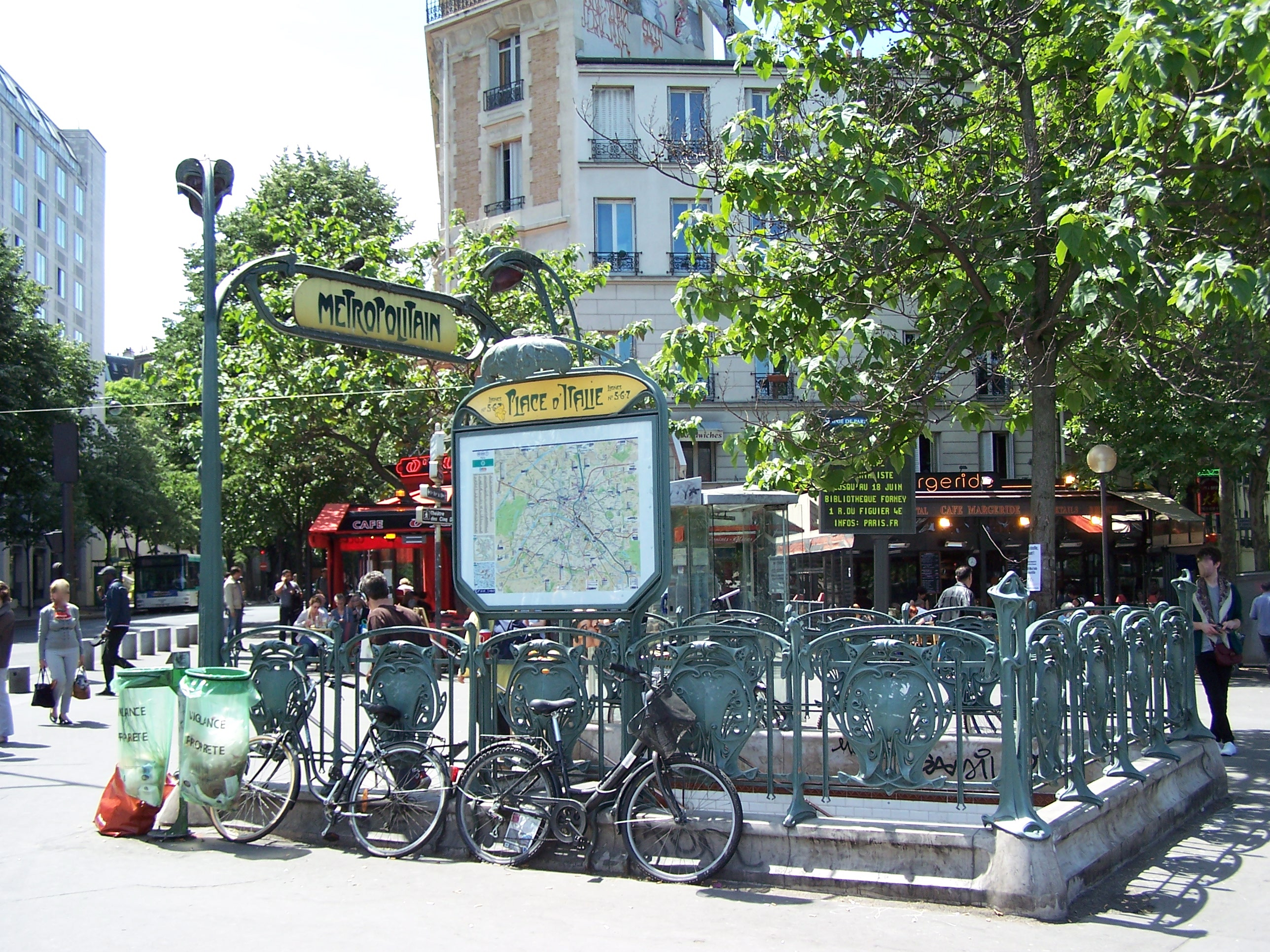
Von Hector Guimard gestalteter Zugang an der Einmündung der Rue Bobillot

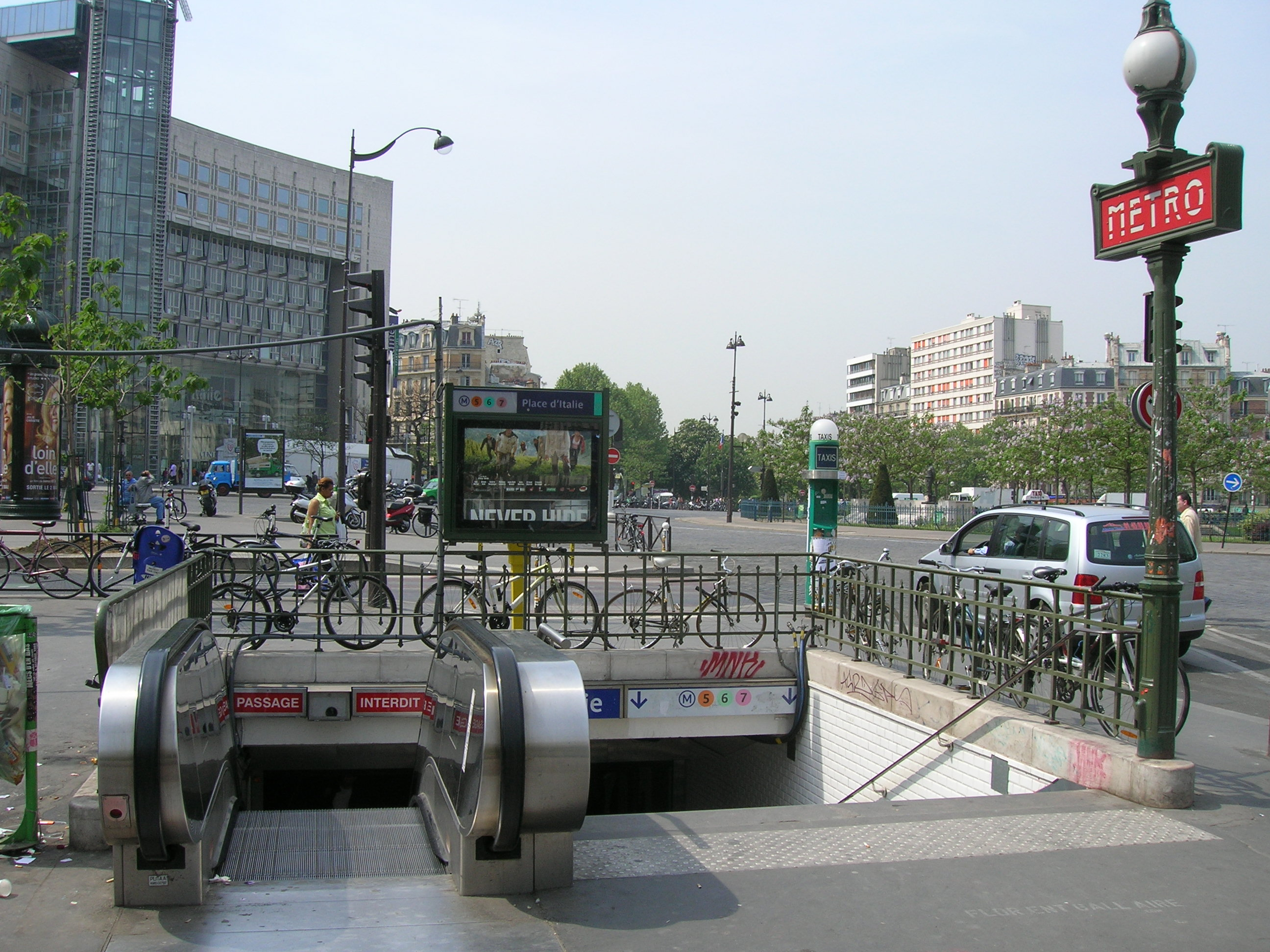
Zugang mit Art-déco-Kandelaber

Der U-Bahnhof Place d’Italie [plas ditali] ist ein unterirdischer Umsteigebahnhof der Linien 5, 6 und 7 der Pariser Métro. Er ist ein wichtiger Umsteigeknoten im Süden von Paris, mit etwa 36.000 Fahrgästen täglich zählte er 2004 zu den zehn am stärksten frequentierten Bahnhöfen der Metro.

## Lage
Der U-Bahnhof befindet sich an der Place d’Italie, wo die Grenzen aller vier Quartiere des 13. Arrondissements zusammentreffen. Unter dem kreisförmigen Platz liegen die Stationen der Linien 5 und 7, die Station der Linie 6 liegt auf dessen Südostseite unter der Einmündung des Boulevard Vincent-Auriol.

## Name
Namensgebend ist die Place d’Italie. Dort endete die von Rom über Lyon ins antike Lutetia führende Römerstraße. Heute beginnt dort die Route nationale 7, die von Paris bis Menton an der Grenze zu Italien (fr: Italie) verläuft.

## Geschichte
Die Station der heutigen Linie 5 wurde am 24. April 1906 mit der Eröffnung der südlichen Verlängerung der Linie 2 Sud (heute Linie 6) von Passy her in Betrieb genommen. Letztere verkehrte damals von Étoile bis Place d’Italie. Am 2. Juni 1906 ging der erste Abschnitt der Linie 5 (Place d’Italie – Gare d’Austerlitz) in Betrieb. Sie teilte sich die zweigleisige, mit einem Mittelbahnsteig versehene Station Place d’Italie mit der Linie 2 Sud, was jedoch zu gegenseitigen Behinderungen führte. Dieser Zustand endete erst im Mai 1907, als die im Hinblick auf die geplante Fortführung der Linie 2 Sud bis Nation fertiggestellte Station unter der Einmündung des Boulevard Vincent-Auriol für diese Linie in Betrieb genommen wurde. Am 17. Oktober 1907 wurde diese Station für eineinhalb Jahre wieder stillgelegt, da an jenem Tag die Linie 2 Sud in der Linie 5 aufging. Die neue Linie 5 (Étoile – Place d’Italie – Gare du Nord) war bis Oktober 1942 die längste des Netzes.
Am 1. März 1909 wurde zwischen Place d’Italie und Nation die Linie 6 eröffnet, deren südwestlicher Endpunkt die 1907 nur ein knappes halbes Jahr lang genutzte Station Place d’Italie der ehemaligen Linie 2 Sud wurde. Der Abschnitt der Linie 5 von Place d’Italie nach Étoile wurde der Linie 6 während der Kolonialausstellung vom 17. Mai bis zum 6. Dezember 1931 vorübergehend und am 6. Oktober 1942 endgültig zugeordnet. Seitdem ist der U-Bahnhof südlicher Endpunkt der Linie 5.
Am 15. Februar 1930 kam die Station der Linie 7 hinzu, die vorübergehend von der Linie 10 befahren wurde. Die Linie 10 verkehrte damals von Invalides über Duroc nach Cardinal Lemoine und wurde von dort auf den bereits fertiggestellten, aber noch nicht von der Linie 7 befahrenen Abschnitt Place Monge – Place d’Italie – Porte d’Italie geführt. Dieser Zustand währte bis zum 26. April 1931, als mit der Eröffnung der Unterquerung der Seine dieser Streckenteil mit der Linie 7 verbunden werden konnte.

## Beschreibung
Alle drei Stationen liegen unter elliptischen, weiß gefliesten Gewölben, deren Seitenwände der Krümmung der Ellipse folgen. Mit 75 m weisen die Stationen der Linien 5 und 6 die ursprüngliche Pariser Standardlänge auf, die Station der Linie 7 ist – ausreichend für sieben Wagen – 105 m lang. Die Station der Linie 5 liegt in einer Kurve und hat einen Mittelbahnsteig, die beiden anderen Stationen sind gerade und haben Seitenbahnsteige. Während die Stationen der Linien 5 und 6 längs nebeneinander versetzt unter dem südlichen Teil des Platzes und (Linie 6) der Einmündung des Boulevard Vincent Auriol liegen, werden deren Gleise von der Linie 7, deren Station sich unter der Platzmitte befindet, nahezu rechtwinklig unterfahren.
Die Linie 5 besitzt unter dem Platz eine Endschleife, die sie sich bis Mai 1907 mit der Linie 2 Sud teilte. Innerhalb dieser ehemals vollständig zweigleisigen Schleife, an deren südlichstem Punkt, befindet sich der Endbahnhof. Die Schleife wurde jahrzehntelang als solche im Linienverkehr nicht mehr genutzt. Die ankommenden Züge fuhren über das Gleis 2 ein, wendeten nach dem Aussteigen der Fahrgäste stumpf hinter der Station auf dem Gleis T und begannen ihre Rückfahrt auf dem Gleis 1. Im Sommer 2007 wurden die Anlagen dahingehend verändert, dass im Hinblick auf eine zügigere Betriebsabwicklung die Endschleife wieder als solche nutzbar ist.
Die Gleise 2, T und G (inneres Schleifengleis) bilden einen geschlossenen Kreis, von dem ein Gleis zur 1906 eröffneten Betriebswerkstatt Ateliers d’Italie abzweigt, die etwa 200 m entfernt oberirdisch westlich der Rue Abel Hovelacque liegt. Seit im Jahr 1988 im Norden der Linie 5 die Ateliers de Bobigny eröffnet wurden, sind die Ateliers d’Italie nur noch für den Unterhalt der Züge der Linie 6 zuständig. Diese Linie wird über ein Betriebsgleis, das das ehemalige äußere Schleifengleis einbezieht, und an dem sich eine Waschanlage für die Züge befindet, erreicht.
Zwischen allen drei Linien existieren Gleisverbindungen, die nur innerbetrieblichen Zwecken dienen. Ein kurzes Gleis westlich der Station der Linie 5 führt zur Linie 6, zwei längere verknüpfen die Linien 5 und 9 unter der Place d’Italie sowie 6 und 9 unter der südlich abgehenden Avenue d’Italie.
Vom Straßenraum aus existieren vier Zugänge, von denen zwei das von Hector Guimard entworfene Dekor im Stil des Art nouveau aufweisen. Ein weiterer ist durch einen von Adolphe Dervaux im Stil des Art déco entworfenen Kandelaber markiert.

## Fahrzeuge
Auf der Linie 2 Sud verkehrten Züge mit Holzaufbauten, die aus zwei ca. 8 m langen, zweiachsigen Triebwagen und sechs ebensolchen Beiwagen bestanden.
Auf der Linie 5 liefen vier-, später fünfteilige Züge der auf Drehgestellen ruhenden Bauart Sprague-Thomson. Ab 1978 wurden sie durch Fahrzeuge der Baureihe MF 67 ersetzt, denen ab 2011 MF 01-Züge folgten.
Die Linie 6, auf der ebenfalls Sprague-Thomson-Züge eingesetzt waren, wurde im Juli 1974 auf gummibereifte Fahrzeuge umgestellt. Seitdem fahren dort aus drei Trieb- und zwei Beiwagen zusammengesetzte Züge der Baureihe MP 73. Seit Januar 2023 wird auch die Baureihe MP 89 CC auf der Linie 6 eingesetzt.
Auf der Linie 7 verkehren konventionelle Fünf-Wagen-Züge der Baureihe MF 77. Zwischen 1971 und 1979 liefen dort Züge der Baureihe MF 67, davor solche der Bauart Sprague-Thomson.